# Oțeleni
Oțeleni est une commune roumaine située dans le județ de Iași.